# 島村一郎
島村 一郎（しまむら いちろう、1894年（明治27年）9月7日 - 1977年（昭和52年）2月1日）は、日本の政治家。衆議院議員。正三位勲一等。
自由民主党元衆議院議員島村宜伸は六男。

## 経歴
東京府南葛飾郡小松川町平井（現在の東京都江戸川区平井）に生まれる。
中央大学中退。小松川町会議員、小松川町長、東京府議、江戸川区会議長、東京市議、同都議などを経て大蔵大臣秘書官となった。
昭和21年（1946年）東京1区（のち東京6区→10区）から立候補し、次点となるが、鳩山一郎の公職追放による繰上当選となり、衆院議員となる。以来連続当選12回。
1955年（昭和30年）第2次鳩山内閣の通商産業政務次官。衆院大蔵、商工、懲罰、東京オリンピック大会準備促進特別委員長を歴任。また自由党、日本民主党各政調会副会長、自民党総務、同東京湾開発特別委員長を務めた。
列国議会同盟会議に議員団代表で4回出席した。

## エピソード
- 引退時、「政治は世襲ではない」と表明して子息宜伸の出馬に反対したが、後援会関係者の説得により宜伸の立候補をしぶしぶ認めた。

- 大西英男（現・衆議院議員）・鈴木一光（現・東京都議会議員）・逢澤義朗（現・埼玉県議会議員・前副議長）ら、自身の下で働いた秘書の多くを政治家に育てた。

- 温厚篤実かつ地味な人柄で、「ゴミ問題」・「航空機騒音問題」・「成田新幹線問題」等で国や都と激しく折衝した地元の中里喜一元江戸川区長の勢いに困惑することもしばしばであったという。

- 選挙のたびに政治資金集めで苦労していた議員の一人であった。資金難も手伝っていわゆる陣笠議員に甘んじた。一度も入閣を果たせず、自民党執行部役員にもなれなかったが、国会内では重鎮議員の1人であった。